# Nikolai Nikolajewitsch Solowjow
Nikolai Nikolajewitsch Solowjow (russisch Николай Николаевич Соловьёв; * 27. Juli 1931 in Rodniki; † 15. November 2007 in Sankt Petersburg) war ein sowjetischer Ringer. Er war Olympiasieger 1956 in Melbourne im griechisch-römischen Stil im Fliegengewicht.

## Werdegang
Nikolai Solowjows Karriere war kurz, aber erfolgreich. Der Leningrader war Angehöriger der Marine und im Baltikum stationiert. Mitte der 1950er Jahre hatte er die sowjetische Spitze der Fliegengewichtler im griechisch-römischen Stil erreicht. In das internationale Wettkampfgeschehen griff er 1955 in einem Länderkampf der Sowjetunion gegen Schweden ein. Er besiegte dabei den schwedischen Meister Karl-Erik Andersson nach Punkten.
1956 wurde er sowjetischer Meister im Fliegengewicht und für die Olympischen Spiele in Melbourne nominiert, ohne dass er vorher eine internationale Meisterschaft oder ein anderes großes internationales Turnier bestritten hätte. Er rechtfertigte aber das vom sowjetischen Ringerverband in ihn gesetzte Vertrauen, denn er wurde Olympiasieger. Die Entscheidung über den Olympiasieg verlief sehr dramatisch, denn die drei Spitzenringer Nikolai Solowjow, der amtierende Weltmeister Ignazio Fabra aus Italien und Dursun Ali Eğribaş aus der Türkei besiegten sich gegenseitig, sodass das Fehlerpunkteverhältnis aus den Vorkämpfen entscheiden musste und hier war Nikolai der beste. Er wurde deshalb vor Ignazio Fabra und Dursun Ali Egribas Olympiasieger.
Im weiteren Verlauf seiner Karriere wurde Nikolai bei keinen internationalen Meisterschaften mehr eingesetzt, wobei zu berücksichtigen ist, dass die Konkurrenz in der Sowjetunion enorm groß war. Ein herausragendes Ergebnis von Nikolai ist aber noch bekannt: 1959 wurde er Sieger bei der II. Spartakiade der UdSSR im Fliegengewicht von Nail Garajew und Armais Sajadow.

## Internationale Erfolge
- 1956, Goldmedaille, Olympische Spiele in Melbourne, griech.-röm. Stil, Fliegengewicht, mit Siegen über André Zoete, Frankreich, Dumitru Pârvulescu, Rumänien und Ignazio Fabra, Italien und trotz einer Niederlage gegen Dursun Ali Eğribaş, Türkei

## Länderkämpfe
- 1955, UdSSR gegen Schweden, GR, Fl, Punktsieg über Karl-Erik Andersson,
- 1956, Frankreich gegen UdSSR, GR, Fl, Punktsieg über Tatas,
- 1956, Schweden gegen UdSSR, GR, Fl, Punktsieg über Bengt Johansson